# Abbiategrasso
Abbiategrasso este o comună în Provincia Milano, Italia. În 2011 avea o populație de 31.138 de locuitori.

## Demografie
Abbiategrasso - evoluția demografică

|  | Graficele sunt indisponibile din cauza unor probleme tehnice. Mai multe informații se găsesc la Phabricator și la wiki-ul MediaWiki. |

Date: Recensăminte sau birourile de statistică - grafică realizată de Wikipedia

## Personalități născute aici
- Giovanni Maria Visconti (1388 - 1412), Duce de Milano.